# Silvio Capeccia
Silvio Capeccia (Milano, 30 giugno 1957) è un musicista e compositore italiano.

## Biografia
Ha esordito nel 1972 come tastierista nel gruppo rock-decadente Champagne Molotov, di cui è stato cofondatore insieme ad Enrico Ruggeri. Successivamente ha fatto parte dei Decibel, la band che, tra le prime, ha introdotto in Italia il sound "punk" e "new-wave". Ha contribuito al successo del gruppo, che partecipò al Festival di Sanremo 1980 con il brano Contessa, componendo la musica di cinque canzoni dell'album Vivo da re, incluso il brano omonimo. Dopo l'uscita del terzo album dei Decibel Novecento si laurea a pieni voti in marketing all'Università Bocconi di Milano per proseguire la sua attività nel campo dell'ambient music, pubblicando le sue composizioni come artista indipendente sulla piattaforma californiana Mp3.com creata da Michael Robertson e realizzando allestimenti sonori per esposizioni d'arte contemporanea ed eventi multimediali. Nel 1998 registra insieme a Fulvio Muzio il quarto album dei Decibel dal titolo Desaparecida, con la produzione di Shel Shapiro. Negli anni a seguire si rinnovano le collaborazioni con Enrico Ruggeri sia in veste individuale (concerto al Teatro Blu di Milano, 2004) sia in veste Decibel (ospite al Festival di Sanremo 2010 e concerto reunion alla Scighera di Milano nel 2014). Ancora con Fulvio Muzio realizza tra il 2012 e il 2015 una serie di cd dal titolo "Psychoacoustic Brain Power", progetto di psicoacustica accompagnato da validazione scientifica e presentato in versione live presso la Facoltà di Psicologia dell'Università Cattolica di Milano nel maggio 2014 e all'Oxygen di Milano nel maggio 2015. Nel 2017 ricostituisce con Enrico Ruggeri e Fulvio Muzio la band Decibel per realizzare gli album Noblesse oblige e L'Anticristo, pubblicati da Sony Music, seguiti da decine di concerti live. Nel dicembre 2019 esce il cofanetto Punksnotdead contenente le registrazioni audio e video di due concerti live tenuti alla discoteca Fabrique e al teatro Nazionale di Milano. Tra il 2020 e il 2022 vengono pubblicati  Silvio Capeccia plays Decibel - Piano solo 1 e 2, rilettura in chiave pianistica di brani tratti dagli album della band. 

## Discografia
- "Vivo da re" (Spaghetti Records-RCA, 1980)
- "Novecento" (Spaghetti Records-RCA, 1982)
- "Desaparecida" (Shamanda Music, 1998)
- "Psychoacoustic Brain Power - 432Hz Scientific Tuning Edition" (Preludio & Remajo, 2015)
- "Art Gallery Collection" (Amazon, 2015)
- "Noblesse oblige" (Sony Music, 2017)
- "L'Anticristo" (Sony Music, 2018)
- "Punksnotdead-Decibel live" (Anyway, 2019)
- "Silvio Capeccia plays Decibel - Piano solo" (Anyway-Believe, 2020)
- "Silvio Capeccia plays Decibel - Piano solo" (Anyway-Helidon, 2022)